# Jacutinga (Minas Gerais)
Jacutinga è un comune del Brasile nello Stato del Minas Gerais, parte della mesoregione del Sul e Sudoeste de Minas e della microregione di Poços de Caldas.
Vi si stabilirono numerosi immigranti italiani, nel 1905 vi fu fondata una società di mutuo soccorso italiana, il Circolo Italiani Uniti.